# Joseph (modèle)
Pour les articles homonymes, voir Joseph.
Ne doit pas être confondu avec Joseph Nègre.
Joseph, dit « le Nègre », est un modèle noir du XIXe siècle, né à Saint-Domingue vers 1793 et mort après 1865 en France métropolitaine. De 1818 à 1865, il est employé par plusieurs peintres français
 comme Géricault et Chassériau.

## Biographie

### Jeunesse
Joseph quitte son île natale de Saint-Domingue en 1804, à l'indépendance de Haïti. Débarqué en métropole à Marseille, il exerce différents métiers à Paris avant d'être recruté en 1808 comme acrobate dans la troupe de Madame Saqui. De grands peintres remarquent alors son physique athlétique, qui évoque à la fois les mythes du sauvage de l'époque et du héros de l'Antiquité.

### Carrière de modèle

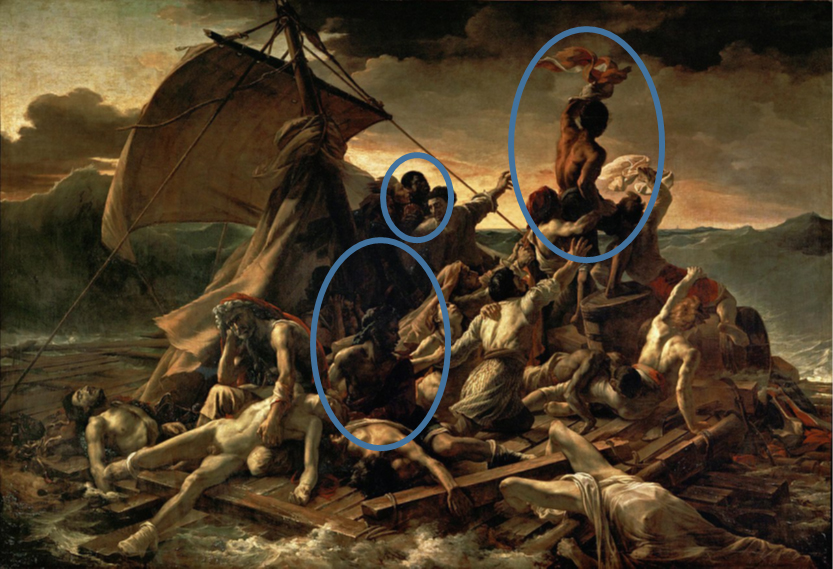
Le modèle Joseph dans Le Radeau de La Méduse de Géricault, 1818-1819.

Joseph, le nègre, par Adolphe Brune (seconde moitié du XIXe siècle).

C'est Géricault, dont il deviendra l'ami, qui lance sa carrière de modèle à partir de 1818, en donnant ses traits à trois personnages du Radeau de La Méduse, dont l'homme de dos placé en vigie qui agite un foulard.

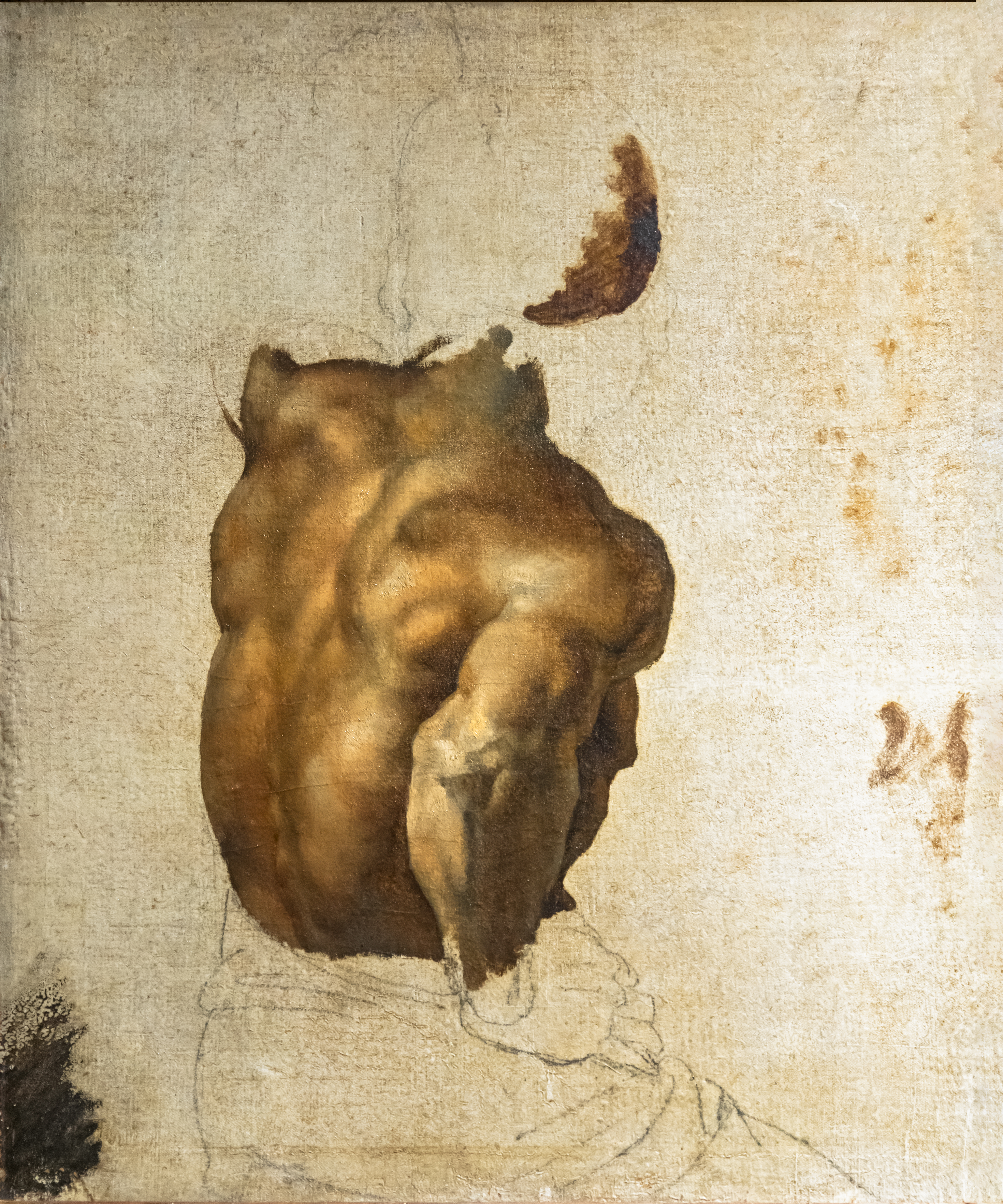
Étude pour Le Radeau de La Méduse, Théodore Géricault, Musée Ingres, Montauban.

À partir de 1832, Joseph est l’un des trois seuls modèles masculins de l’École des beaux-arts. Modèle professionnel, il y perçoit un salaire de 45,89 francs.
Alors qu'aux XVe et XVIe siècles, la représentation de l’homme noir est standardisée (une seule couleur, toujours avec les mêmes cheveux, le même nez...), leur représentation devient plus réaliste avec l'apogée de l’esclavage au XVIIIe siècle mais reste tributaire des schémas raciaux : avec l’essor du naturalisme et les débuts de l'anthropologie, la figure noire devient dénudée.
Pour le compte d'Ingres, son élève Théodore Chassériau peint en 1838 plusieurs études de Joseph, dont une Étude de Nègre conservée au musée Ingres à Montauban. Ingres envisage en effet une œuvre qui ne verra jamais le jour, un Jésus chassant Satan où Joseph prêterait ses traits au démon.

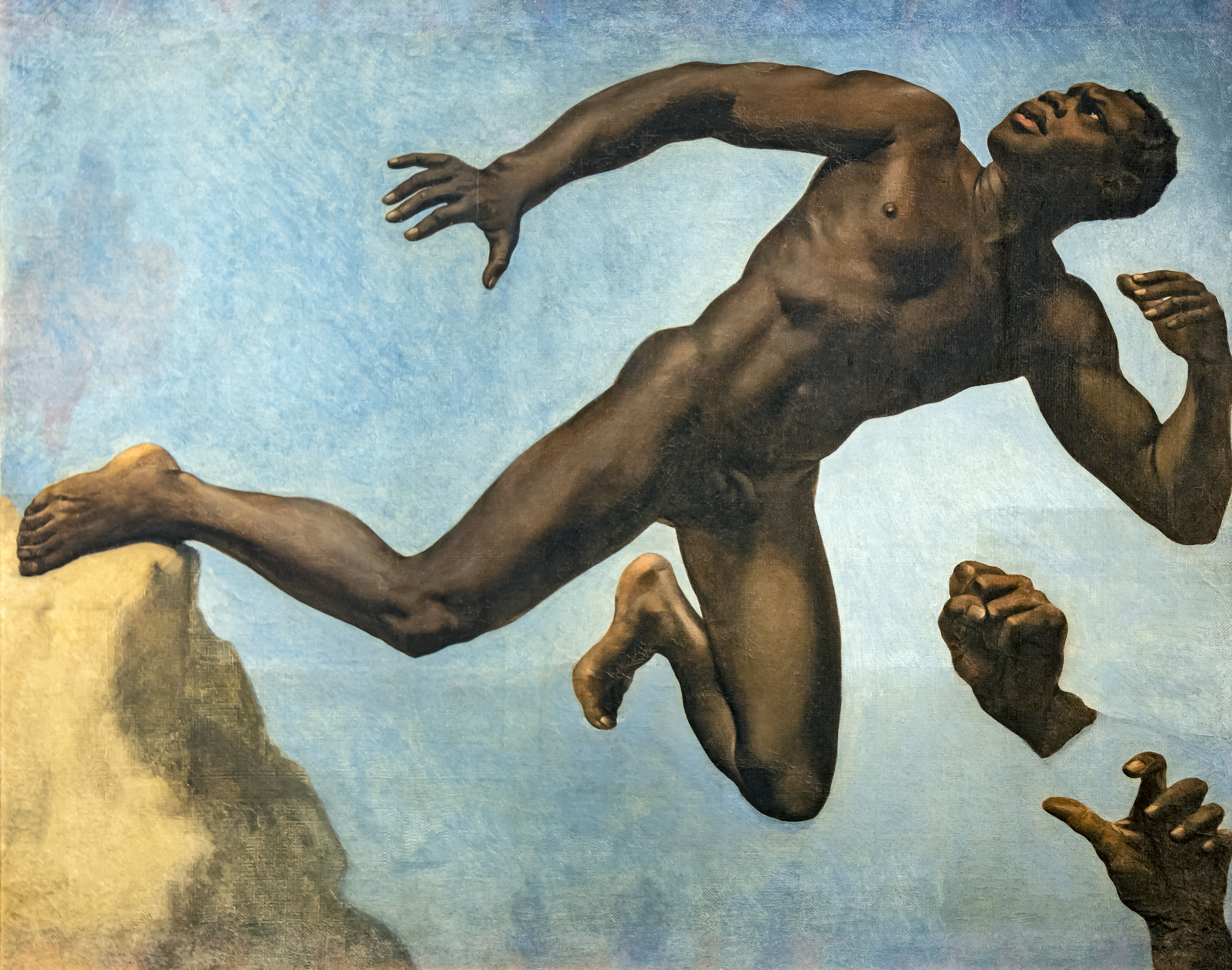
Étude de nègre, par Théodore Chassériau, 1836.

On lui prête d’exceptionnelles qualités professionnelles et humaines. Il est beau, d'un grand charisme.
En 1865, Adolphe Brune le représente vieilli, dans un tableau qui porte son prénom et son sobriquet : Joseph le Nègre, conservé au musée de Cahors. Avec l'âge, Joseph pose moins souvent, mais aide son ami Charles Gleyre dans son atelier.

## Postérité
L'écrivain congolais Bona Mangangu a écrit un texte intitulé Joseph le Maure, hommage poétique au modèle :

« Je suis Joseph, le Maure. L’homme qui agite un chiffon blanc dans le Radeau de la Méduse, le modèle du peintre Théodore Géricault. Je suis celui que personne ne voit. »

De mars à juillet 2019, le musée d'Orsay à Paris organise une exposition Le Modèle noir, de Géricault à Matisse qui revient sur l'histoire de Joseph.
En juin 2019, une tribune d'une quinzaine historiens et de conservateurs, dont Myriam Cottias et Catherine Coquery-Vidrovitch appelle à poursuivre le travail de renouvellement sémantique entamé en décembre 2015 par le Rijksmuseum Amsterdam qui a remplacé dans les titres des œuvres exposées les mots offensants hérités de rapports raciaux dissymétriques tels « nègre », « esclave », « sauvage », « maure », « mahométan », le musée d'Orsay renommant ainsi « Joseph le Maure » en 2019.